# Untermühle (Schillingsfürst)
Untermühle war ein Gemeindeteil der ehemaligen Gemeinde Stilzendorf. Mittlerweile ist es eine Wüstung auf dem Gemeindegebiet der Stadt Schillingsfürst im Landkreis Ansbach (Mittelfranken, Bayern). Untermühle lag in der Gemarkung Stilzendorf.

## Geografie
Die Einöde lag am Erlbacher Mühlbach, einem rechten Zufluss der Altmühl, auf einer Höhe von 472 m ü. NHN. Im Westen lag das Flurgebiet Mühlwiesen, im Osten die Mühläcker und im Südosten die Holzwiesen. Im Norden grenzte das Waldgebiet Sommerleite an, im Südosten das Waldgebiet Winterhalden.

## Geschichte
Untermühle lag im Fraischbezirk des hohenlohischen Amtes Schillingsfürst. Der Ort erhielt bei der Vergabe der Hausnummern zu Beginn des 19. Jahrhunderts die Nr. 2 des Ortes Schorndorf. Zu dem Anwesen gehörten mehrere Parzellen Acker- und Grünland.
Im Rahmen des Gemeindeedikts wurde Untermühle dem Steuerdistrikt und der Ruralgemeinde Stilzendorf zugeordnet. Nach 1888 wurde Untermühle nicht mehr als Ortsteil aufgelistet. Heute gibt es vom Ort keine Überreste mehr.

## Einwohnerentwicklung
| Jahr      | 001818 | 001836 | 001840 | 001861 | 001871 | 001885 |
| Einwohner | 4      | 7      | 8      | *      | 4      | 6      |
| Häuser    | 1      | 1      | 1      |        |        | 1      |
| Quelle    | [ 4 ]  | [ 5 ]  | [ 6 ]  | [ 7 ]  | [ 8 ]  | [ 9 ]  |

## Religion
Die Einwohner waren protestantisch und nach St. Wenzeslaus (Weißenkirchberg) gepfarrt.

## Weblink
- Untermühle in der Ortsdatenbank des bavarikon, abgerufen am 19. August 2021.